# غده اشکی
غُدد اَشکی (به انگلیسی: Lacrimal gland) یک جفت غدد برون‌ریز هستند که در سمت بالای کاسه هر دو چشم قرار دارند و اشک تولید می‌کنند. غدد اشکی غده‌های کوچک دوسانتیمتری و بادامی‌شکل‌اند و در گوشه بیرونی چشم‌ها و پشت پلک‌های فوقانی قرار گرفته‌اند.
مایع اشکی از طریق ۶ تا ۱۲ مجرای کوچک ترشحی به فضای میان چشم و پلک فوقانی وارد می‌گردد. با هر بار باز و بسته کردن چشم‌ها اشک از مجاری ترشحی غدد اشکی چکیده شده و به سمت مجرای اشکی- بینی که به صورت دو سوراخ بسیار ریز در گوشه داخلی چشم‌ها قرار گرفته، هدایت می‌گردد.
در انتها اشک به کیسه اشک و سپس به حفره بینی می‌ریزد. به همین علت است که هنگام گریه کردن ممکن است دچار آبریزش بینی گردید.
غده اشکی همانند غدد بزاقی پیوسته در حال ترشح است و مهم‌ترین ماده درون اشک آنزیم لیزوزیم است که باکتری‌ها را می‌کشد. غدد اشکی روزانه حدود دو قاشق چای‌خوری اشک تولید می‌کنند. وظایف اشک شست‌وشوی سطح چشم، ضد عفونی کردن چشم‌ها، لغزنده کردن چشم‌ها برای حرکت آسان کره چشم و پلک، جلوگیری از خشک شدن چشم‌ها و پلک‌ها و تغذیهٔ قرنیه می‌باشد. اشک حاوی آب، چربی‌ها، مواد معدنی، نمک و پروتئین است. دستگاه اشکی شامل غده اشکی، مجرای اشکی، منفذ اشکی، کیسه اشک و مجرای اشکی بینی می‌باشد.

## التهاب
التهاب غده اشکی، داکریوآدنیت (dacryoadenitis) نامیده می‌شود. موارد حاد التهاب غده اشکی اغلب در کودکان از اوریون، سرخک و آنفلوانزا و در بزرگسالان از سوزاک ناشی می‌شود.
غده اشکی اصلی که گاه با بلند کردن پلک فوقانی می‌توان لوب پلکی آن را مشاهده کرد، بیشترین حجم مایع اشک را ترشح می‌کند. هسته اشکی در پونز از طریق عصب اینترمدیوس (از اجزاء زوج Vll) و سپس شاخه ماگزیلاری زوج V کنترل این غدد را به‌عهده دارد. نوروم آکوستیک و سایر تومورهای زاویه مخچه‌ای - پلی باعث قطع عصب دهی این غدد می‌شوند. غدد کروز ولفرینگ (۱۰/۱ غده اصلی هستند) مشابه غدد اصلی هستند ولی سیستم مجاری ندارند و عمدتاً در ملتحمه فورنیکس فوقانی قرار دارند. موسین اشک را سلول‌های جامی ملتحمه و چربی اشک را غدد میبومین و زایس می‌سازند غدد مول نیز نقشی دارند. غدد اشکی فرعی مسئول ترشح پایه اشک هستند و بدون ترشح رفلکسی اشک (از غدد اصلی) می‌توانند قرنیه را حفاظت کنند ولی فقدان تنهای سلول‌های گابلت باعث خشکی قرنیه می‌شود.